# Poljica-Brig
Poljica-Brig falu Horvátországban Zára megyében. Közigazgatásilag Ninhez tartozik.

## Fekvése
Zára központjától 12 km-re északra, Nin központjától légvonalban 9 km-re, közúton 15 km-re délkeletre, Ravni kotar északnyugati részén fekszik.

## Története
A település mai nevét valószínűleg arról a dombokkal övezett termékeny mezőről kapta, amelyen fekszik. Meg kell említeni azonban egy másik feltevést is, mely szerint a név a Split melletti Poljica falu nevéből származik, ahonnan lakossága a 15. században elmenekült és itt telepedett le. Az általuk épített új lakhelyüknek a török által felégetett és lerombolt szülőfalujuk nevét adták. A velencei-török háborúk idején a nini kapitány közvetlen irányítása alá tartozott. Plébániáját 1687-ben alapították. A falu első temploma is Szent Mihály tiszteletére volt szentelve, ez azonban idővel romossá vált. Ezután a Nagyboldogasszony tiszteletére építettek templomot, amely azonban alkalmatlannak bizonyult ezért alapjaira új templom építését határozták el. A plébániaház 1906-ban épült. Anyakönyveit 1787-től vezetik. A 18. század végén Napóleon megszüntette a Velencei Köztársaságot. 1797 és 1805 között Habsburg uralom alá került, majd az egész Dalmáciával együtt az Első Francia Császárság része lett. 1815-ben a bécsi kongresszus újra Ausztriának adta, amely a Dalmát Királyság részeként Zárából igazgatta 1918-ig. A településnek 1857-ben 341, 1910-ben 618 lakosa volt. Ezt követően előbb a Szerb-Horvát-Szlovén Királyság, majd Jugoszlávia része lett. 2011-ben 276 lakosa volt.

## Lakosság
| Lakosság változása | Lakosság változása | Lakosság változása | Lakosság változása | Lakosság változása | Lakosság változása | Lakosság változása | Lakosság változása | Lakosság változása | Lakosság változása | Lakosság változása | Lakosság változása | Lakosság változása | Lakosság változása | Lakosság változása | Lakosság változása |
| ------------------ | ------------------ | ------------------ | ------------------ | ------------------ | ------------------ | ------------------ | ------------------ | ------------------ | ------------------ | ------------------ | ------------------ | ------------------ | ------------------ | ------------------ | ------------------ |
| 1857               | 1869               | 1880               | 1890               | 1900               | 1910               | 1921               | 1931               | 1948               | 1953               | 1961               | 1971               | 1981               | 1991               | 2001               | 2011               |
| 341                | 383                | 395                | 472                | 526                | 618                | 770                | 768                | 1017               | 1065               | 1082               | 1183               | 997                | 1139               | 945                | 276                |

## Gazdaság
Gazdasági fejlődésének alapját a kis és közepes vállalkozások adják, akiknek ipari övezetet alakítottak ki. Lakói ezen kívül földműveléssel és állattenyésztéssel foglalkoznak, de néhány család üvegekben tartósított zöldségek előállításával is foglalkozik. Ismert az itteni jó minőségű szárított sonka, a sült ételek, a nyárson sült bárány, valamint a túró és a sajt is.

## Sport
A településen két amatőr klub, egy kispályás labdarúgóklub és egy bowlingklub működik.

## Nevezetességei
Mihály arkangyal tiszteletére szentelt plébániatemplomát 1857-ben építették, 1921-ben megújították, majd 1979 és 1987 között restaurálták. A templom egyhajós épület sekrestyével, főoltára márványból készült, rajta a védőszent Szent Mihály ábrázolásával. A templomot két, fából faragott szobor díszíti Jézus Szíve és a Loudres-i Szűzanya ábrázolásával. A homlokzaton álló harangtornyot 1985-ben építették, benne két harang található, melyeket 1923-ban vásároltak.